# Fynske Bank Arena
Fynske Bank Arena (også kendt som Kolding Q Stadion) er et træningsanlæg i Kolding, mere præcist Bramdrupdam og er hjemmebane for Kolding Q, der spiller i landets bedste kvindelige række Elitedivisionen. 
Idrætsanlægget består af tre boldbaner, hvorfra de to af banerne kaldet Fynske Bank Arena og Fynske Bank KunstNord har den normale størrelse af en fodboldbane. KoldingQ's ligahold spiller for det meste sine ligakampe på den mindre Fynske Bank KunstNord, med plads til 1.500 tilskuere, der også er belagt med kunstgræs. Dog spiller de officielt på Fynsk Bank Arena, med plads til 3.000 tilskuere. Derudover bliver den tilstødende Winther Sport Goal Station, benyttet til træning.
Træningsanlægget bliv officielt indviet d. 14. december 2019, og bliver til dagligt af alle klubbens fodboldrækker.